# Cmentarz prawosławny w Mienianach
Cmentarz prawosławny w Mienianach – nekropolia w Mienianach, utworzona przy miejscowej unickiej cerkwi filialnej, po 1875 prawosławna, użytkowana do końca II wojny światowej.

## Historia i opis
Cmentarz został najprawdopodobniej wytyczony na potrzeby miejscowej ludności unickiej, w sąsiedztwie miejscowej cerkwi filialnej, należącej do parafii w Ślipczu, w XIX w. Po likwidacji unickiej diecezji chełmskiej razem z miejscową cerkwią został przemianowany na prawosławny. Cerkiew ta istniała do 1938, gdy w niejasnych okolicznościach spłonęła. W dwudziestoleciu międzywojennym prawosławni stanowili zdecydowaną większość mieszkańców miejscowości. Cmentarz był przez nich użytkowany do końca II wojny światowej i wysiedlenia prawosławnych Ukraińców. W kolejnych latach został porzucony i popadł w ruinę.
Na początku lat 90. XX wieku na terenie nekropolii znajdowało się kilkanaście przewróconych i uszkodzonych nagrobków z inskrypcjami cerkiewnosłowiańskimi. Były to kamienne prostopadłościenne postumenty, na których pierwotnie znajdowały się krzyże, zostały one jednak zniszczone. Cmentarz był całkowicie zdewastowany, zarośnięty krzewami bzu czarnego i bzu lilaka, śnieguliczki, derenia, jaśminowca oraz drzewami: lipami, grabami, kasztanowcami.